# Бебельно-Кольонія
Бебельно-Кольонія (пол. Bebelno-Kolonia) — село в Польщі, у гміні Влощова Влощовського повіту Свентокшиського воєводства.
Населення — 403 особи (2011).
У 1975-1998 роках село належало до Келецького воєводства.

## Демографія
Демографічна структура на день 31 березня 2011 року:
|          | Загалом | Допрацездатний вік | Працездатний вік | Постпрацездатний вік |
| -------- | ------- | ------------------ | ---------------- | -------------------- |
| Чоловіки | 199     | 42                 | 133              | 24                   |
| Жінки    | 204     | 42                 | 112              | 50                   |
| Разом    | 403     | 84                 | 245              | 74                   |